# Conrad Wilhelm Hase
Conrad Wilhelm Hase (Einbeck, 2 oktober 1818 - Hannover, 28 maart 1902) was een Duits architect. Wellicht was hij de belangrijkste vertegenwoordiger van de Noord-Duitse neogotiek, ongeveer te vergelijken met Pierre Cuypers in Nederland.

## Levensloop

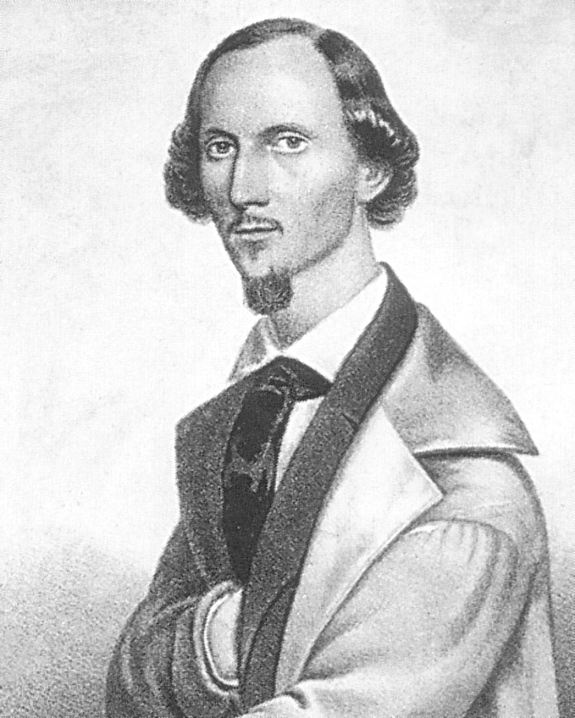
Portret van Hase, omstreeks 1845
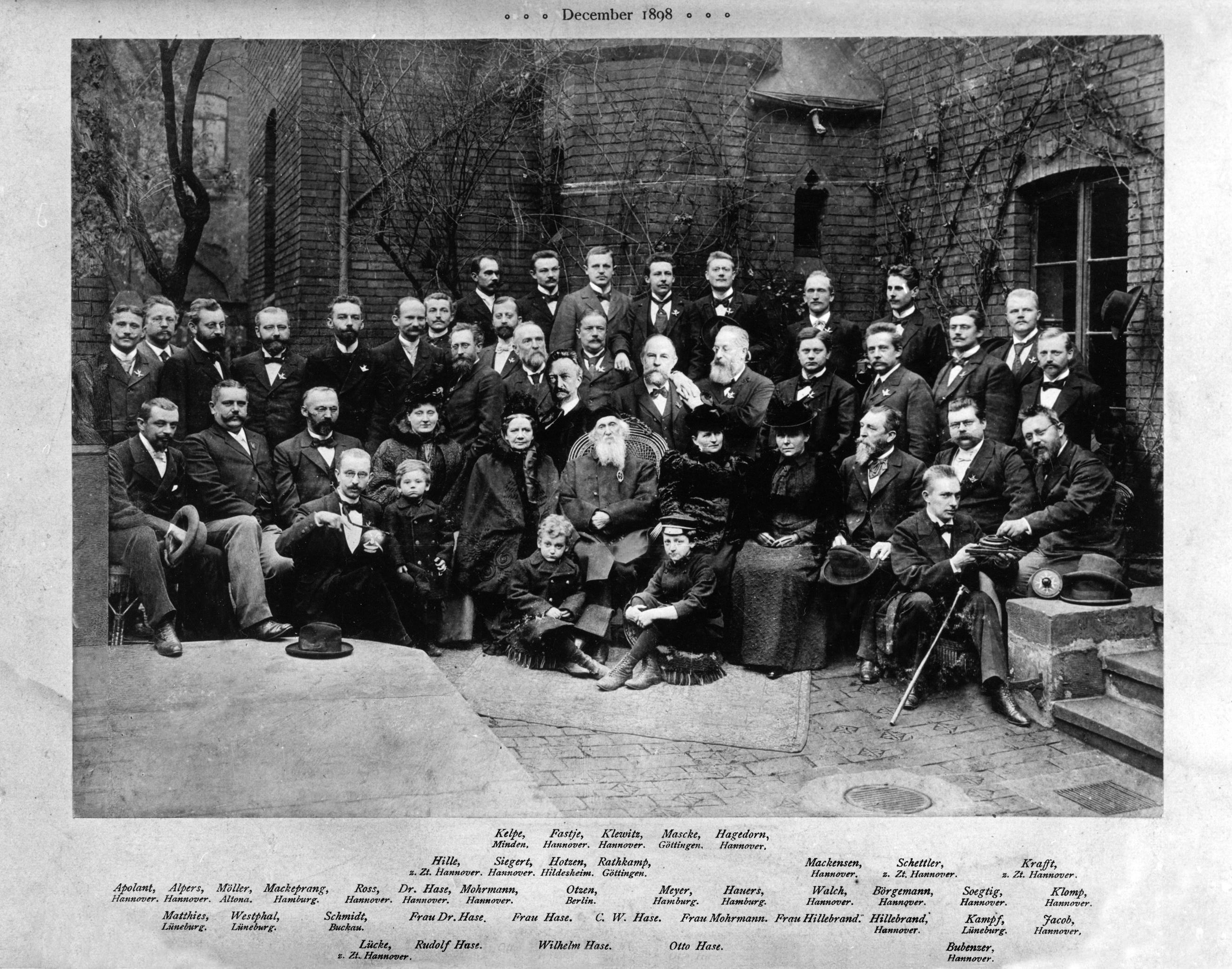
Groepsfoto C.W. Hase met familie en collega's, op zijn 80e verjaardag in 1898

Hase groeide op als tiende kind van een belastingambtenaar te Einbeck. Van 1834-1838 studeerde hij bouwkunde in Hannover. Omdat hij aanvankelijk geen baan kon vinden, keerde hij als 20-jarige terug naar Einbeck en hielp zijn vader met diens fiscale werk. Op advies van een leraar leerde hij het ambacht van metselaar, en trok enige tijd als Wandergeselle door geheel Duitsland. Zo leerde hij in de praktijk, hoe muren e.d. volgens verschillende bouwstijlen in elkaar zitten. Er volgde een korte studie te München en een korte periode, waarin hij opnieuw metselaar en, bij het spoorwegbedrijf van het koninkrijk Hannover, voorman-metselaar en daarna opzichter bij de bouw van stations was. Al doende ontwikkelde Hase zich tot architect; al gauw kreeg hij ook opdracht, hierin onderricht te geven; in 1851 kreeg hij een leerstoel aan het Polytechnicum te Hannover. Spoedig kreeg hij overal opdrachten, ook van het koninklijk huis van Hannover. 
Conrad Wilhelm Hase is tweemaal getrouwd geweest. Zijn eerste huwelijk (1853-1865) was met Agnes Maria Cornelia Leguinia Babnigg (1828–1865), een zangeres met Hongaarse voorouders; uit dit huwelijk, dat met de dood van Agnes eindigde, werden twee dochters en één zoon geboren. Zijn tweede huwelijk, in 1867, met Ottilie Franziska Annette Amalie Berckelmann (1832–1920) bleef kinderloos. Het woonhuis, dat Hase in 1860 voor zichzelf en zijn gezin te Hannover liet bouwen, ging bij een geallieerd luchtbombardement in de Tweede Wereldoorlog verloren en is niet herbouwd.

## Stijl
Hase ontwikkelde een sterke voorkeur voor de baksteengotiek van het laatmiddeleeuwse Noord-Duitsland, van gestuukte muren had hij een afkeer (citaat: "Putz ist Lüge, stucwerk is een leugen"). In totaal heeft Hase ongeveer 340 gebouwen ontworpen, waaronder 100 kerkgebouwen. De gotiek beschouwde Hase als de waarlijk christelijke bouwstijl.

## Afbeeldingen
Betreffende enkele naar ontwerp van Conrad Wilhelm Hase gerealiseerde of gerestaureerde gebouwen.

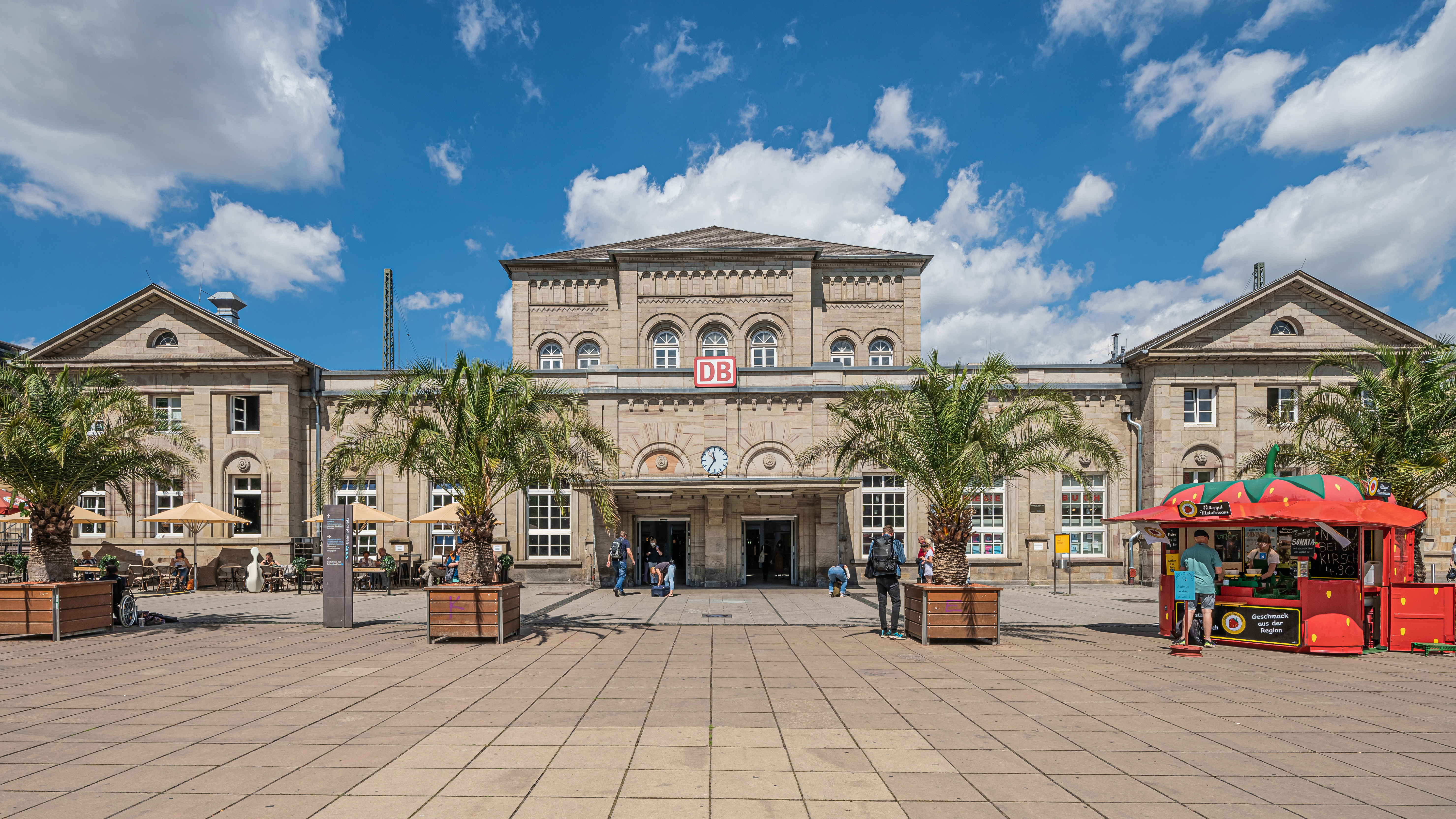
Station Göttingen (1854)
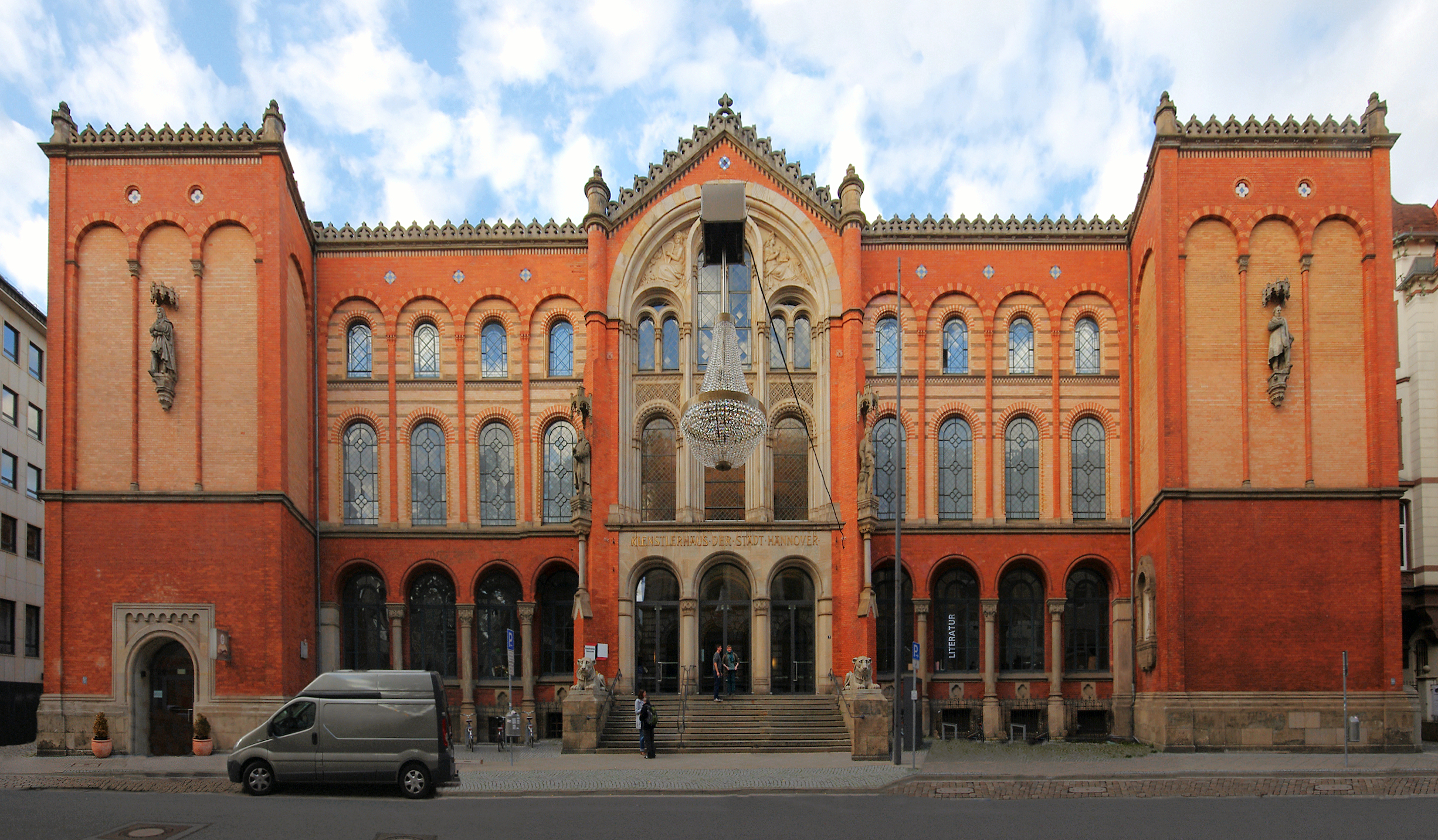
Künstlerhaus, Hannover (1856; v.m. museum)
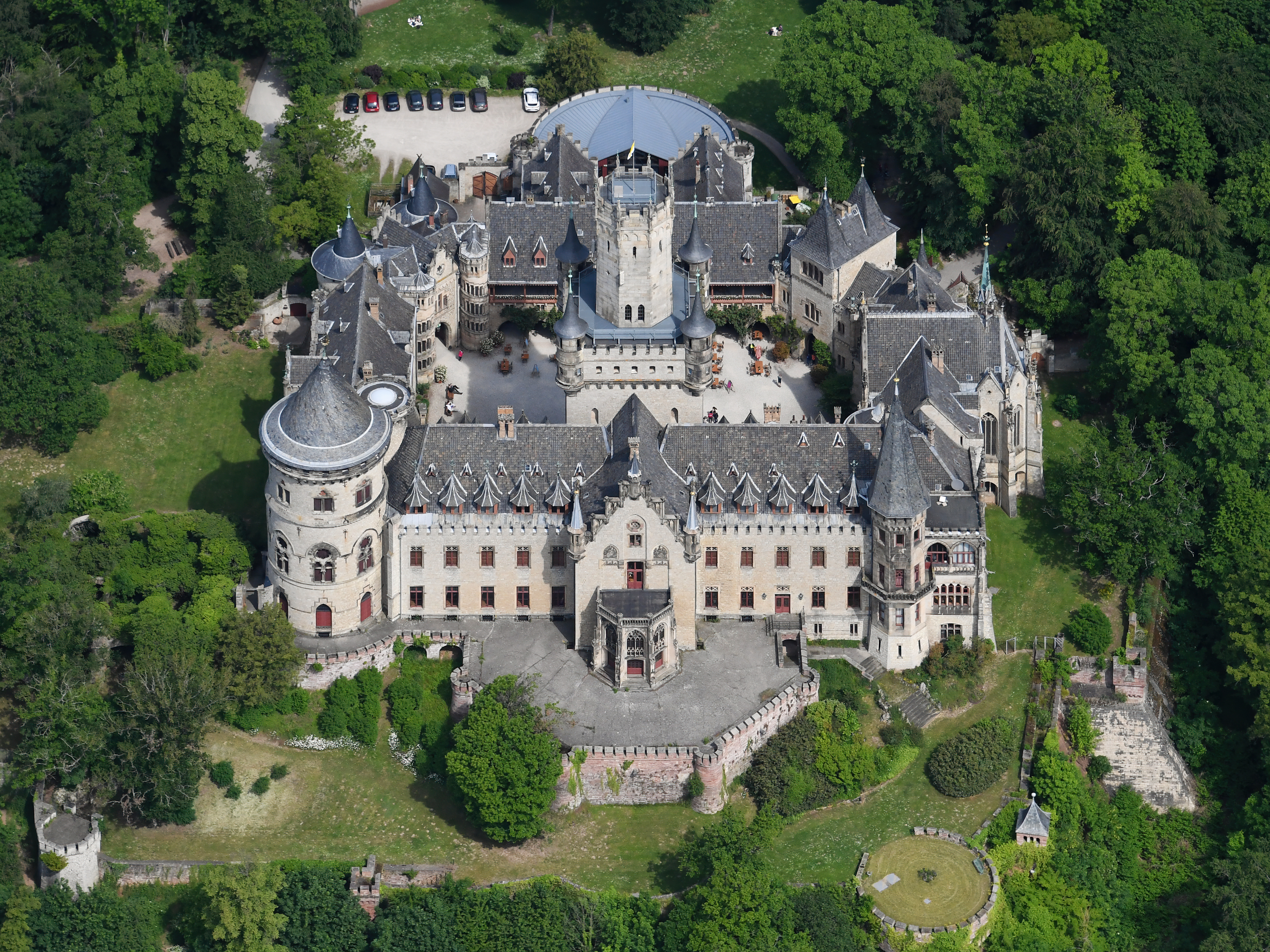
Slot Marienburg (Hannover) (1857-1867)
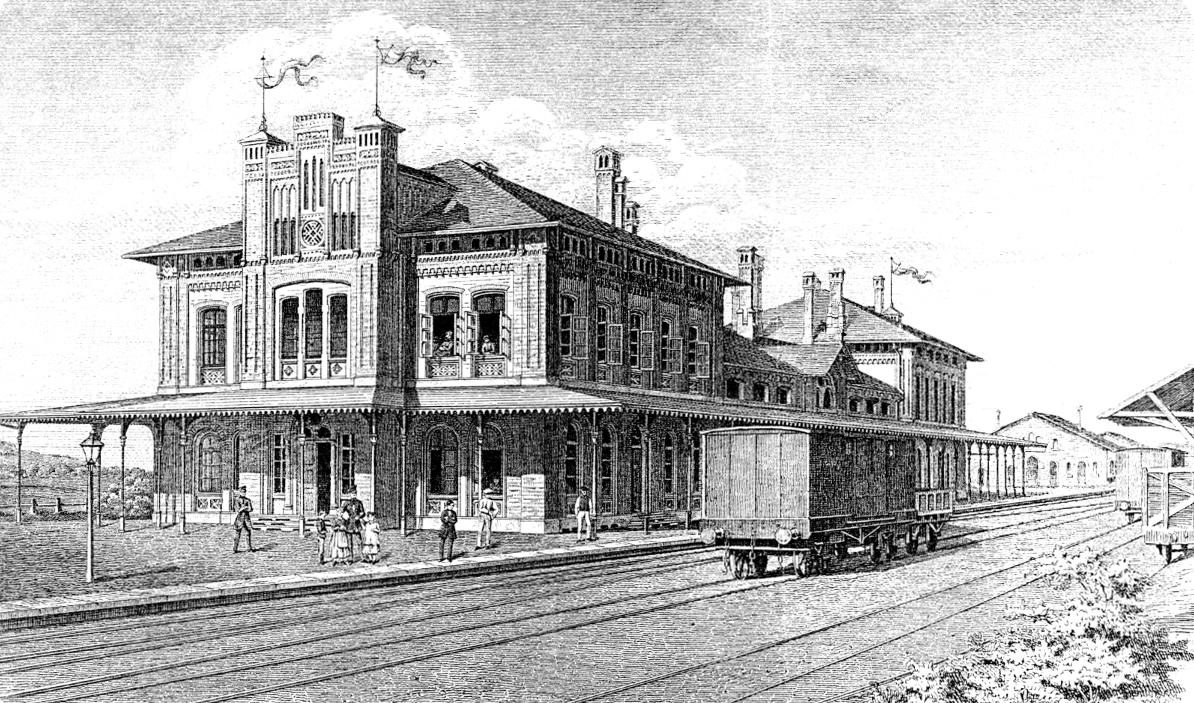
Het hierbij behorende stationsgebouw te Nordstemmen op een prent uit 1861
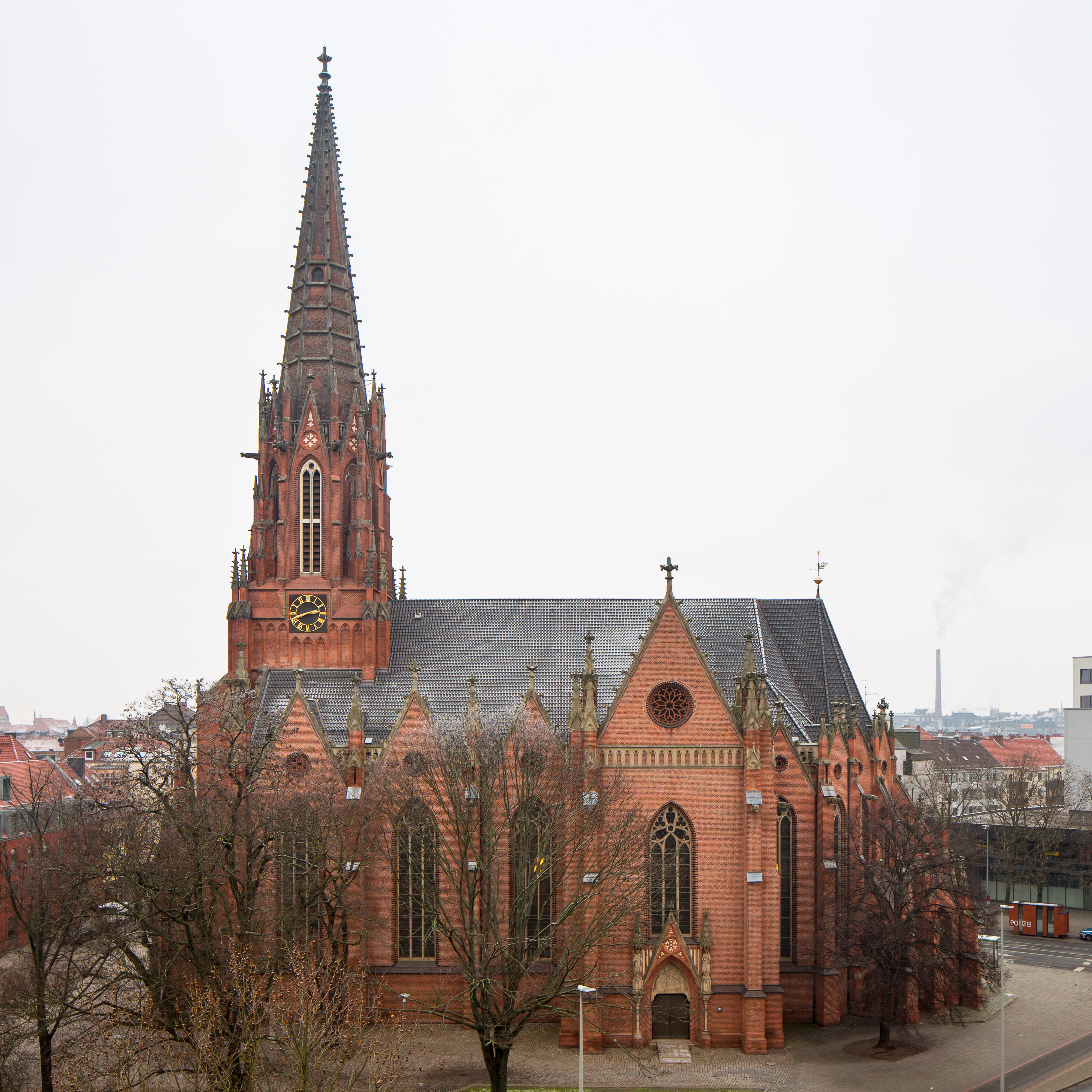
Christuskerk (Hannover) (1864)
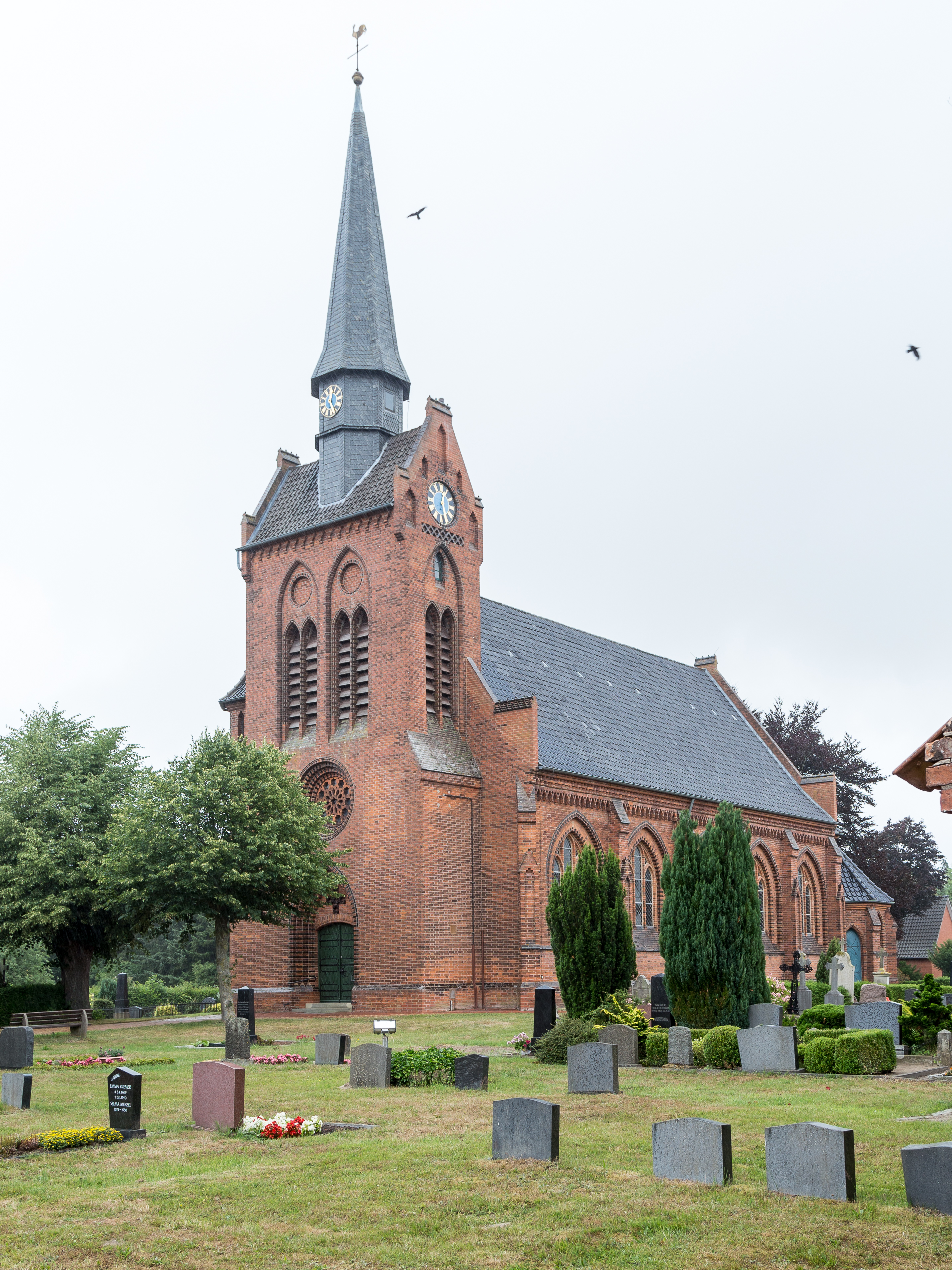
Sint-Joriskerk, Eitzendorf ([2] 1866-67)
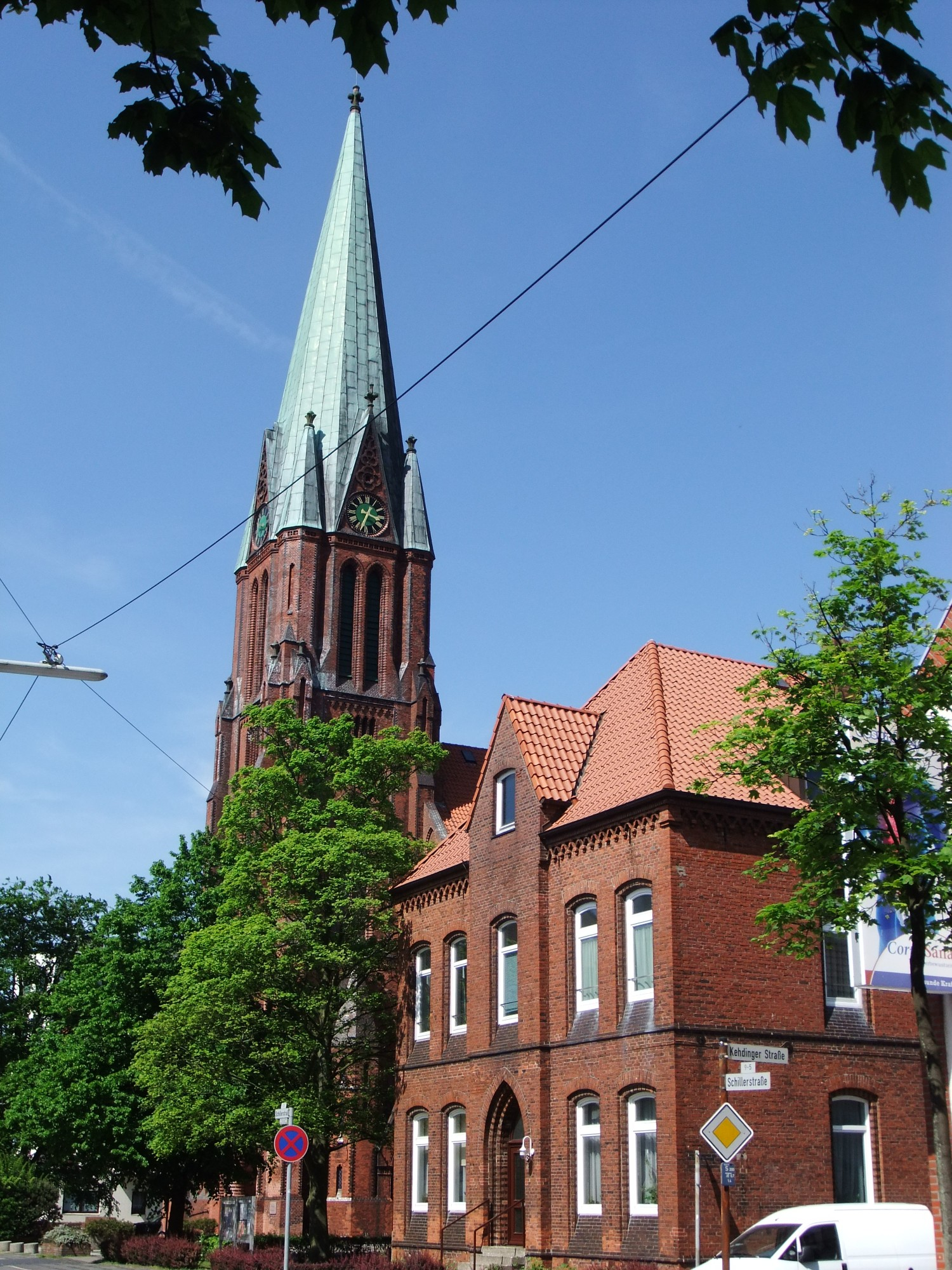
Christuskerk (Bremerhaven-Geestemünde) incl. de pastorie (1872-1875)
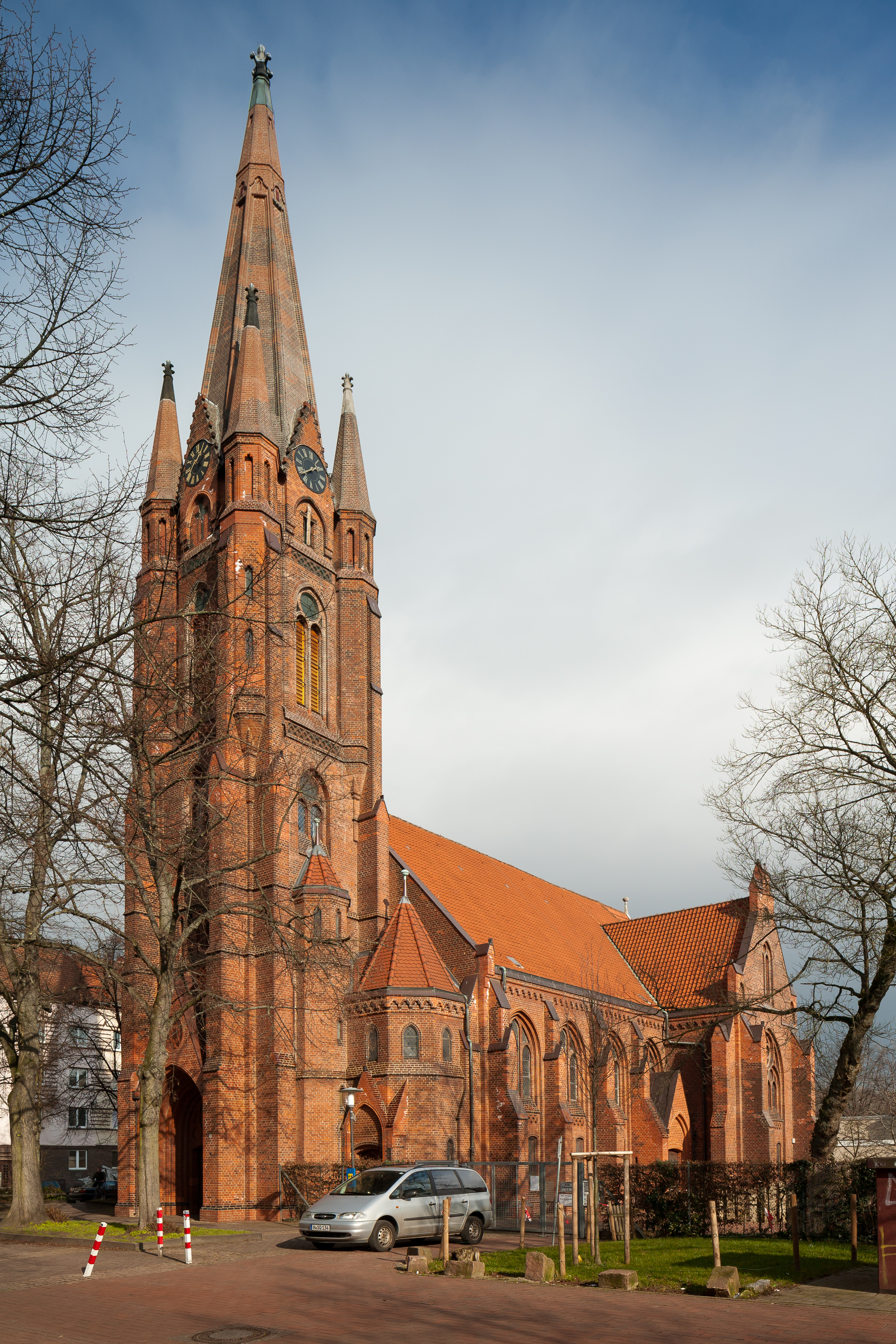
Verlosserkerk (Hannover) (1878-1880)
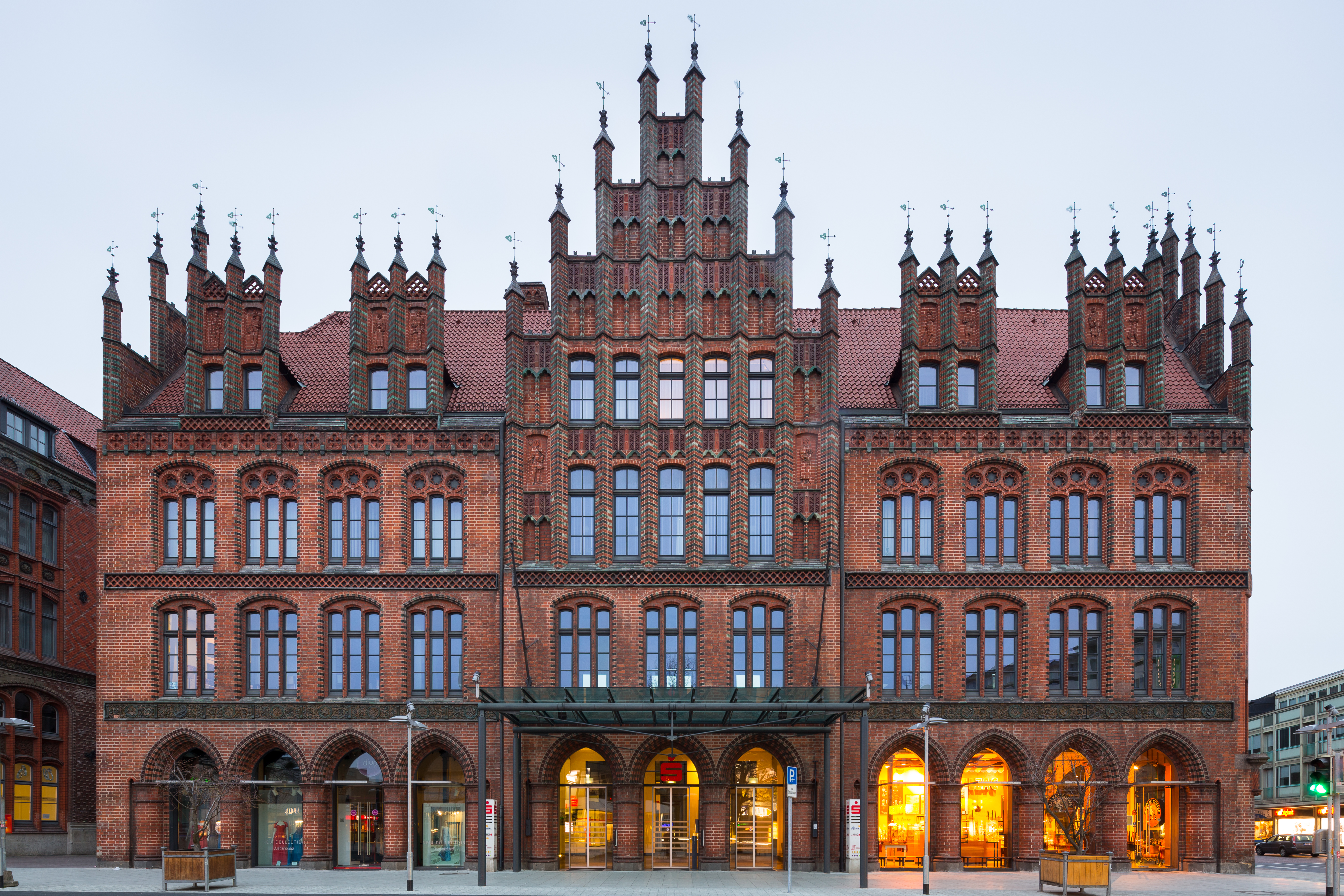
Oude Stadhuis, Hannover; door Hase ontworpen aanbouw (1890-1891)
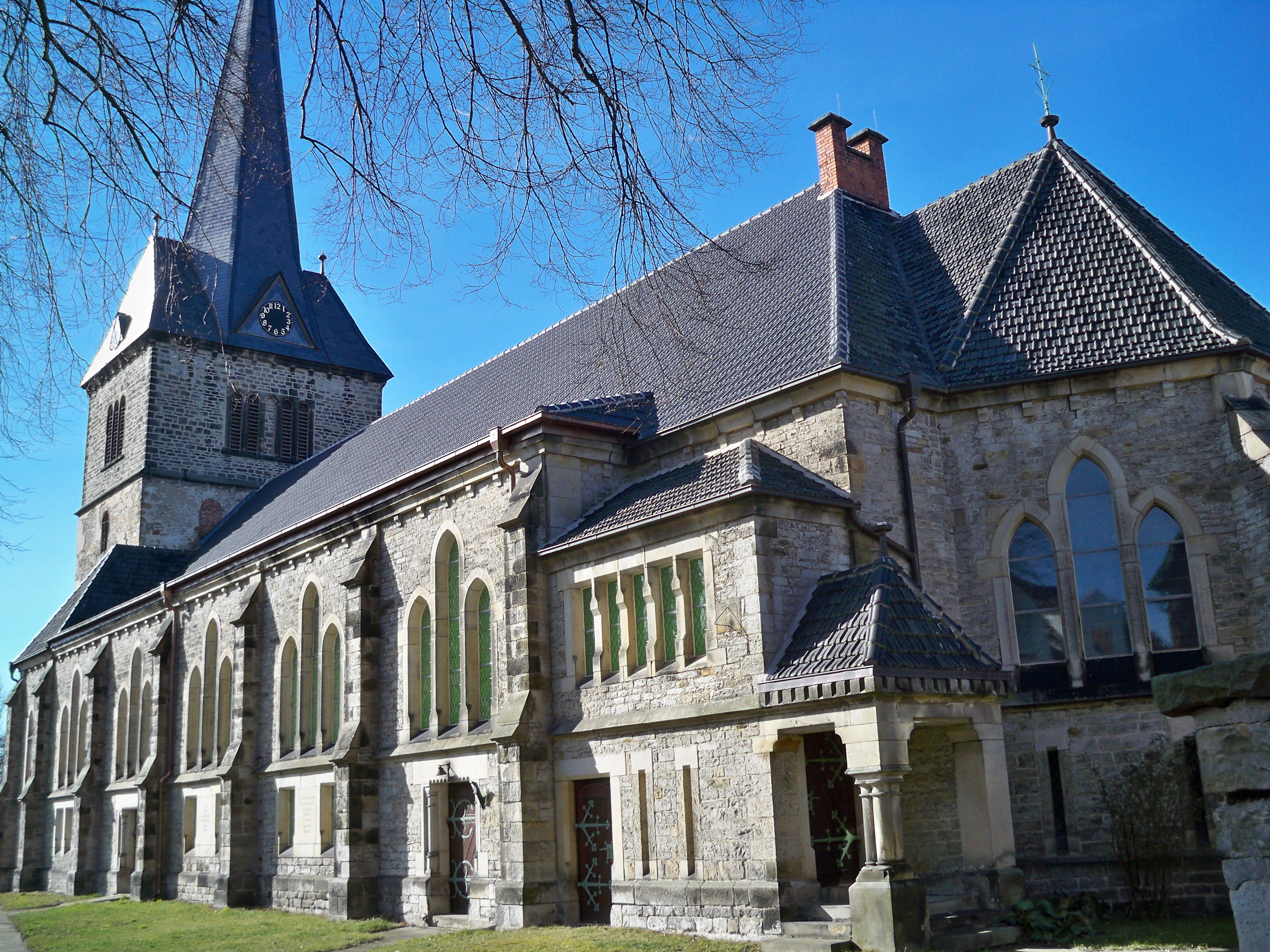
Oebisfelde, St. Nicolaaskerk (1896 [3])

## Medewerkers, leerlingen, navolgers (selectie)
- Julius Rasch (1830-1887)
- Edwin Oppler (1831-1880); evenals in Nederland Pierre Cuypers, ook beïnvloed door  de Fransman Eugène Viollet-le-Duc
- Alexander Behnes (1843[4]-1924)
- Wilhelm Müller (1851-1928)
- Johannes Franciscus Klomp (1865-1946)

## Eerbewijzen
- Hase is talrijke malen onderscheiden, o.a. met de Saksisch-Ernestijnse Huisorde (tweede klasse) in 1892, en de Orde van de Rode Adelaar  in 1894.
- Hem werden door verschillende universiteiten eredoctoraten verleend.
- In veel Duitse steden en dorpen, vooral daar, waar een door Conrad Wilhelm Hase ontworpen gebouw staat, is een straat of plein naar hem genoemd.

## Trivia
Aan Conrad Wilhelm Hase wordt de volgende lijfspreuk toegeschreven:

Ein jeder baut nach seiner Nase,
 Ich heiße Conrad Wilhelm Hase.
 Wer bauen will an off’ner Straßen,
 muss Neider und Narren tadeln lassen.
 Wer dieses Haus hier tadeln will,
 der stehe nur ein wenig still,
 und sage ohne Schmeichelei,
 ob wohl das seine besser sei.
 Und ob mein Haus Euch nicht gefällt,
 es kostet mein nicht Euer Geld.

Vrij vertaald in het Nederlands:

Een ieder bouwt, zoals zijn neus staat. Maar ik heet Conrad Wilhelm Hase. Wie wil bouwen aan de openbare straat, moet kritiek van jaloerse mensen en van gekken op de koop toe nemen. Wie dit huis wil bekritiseren, moet eens even rustig blijven staan kijken, en zonder gevlei voor zichzelf de vraag stellen, of zijn eigen huis wel beter is. En als mijn huis u niet bevalt: het mijne kost u niet uw geld.
- Gemeinsame Normdatei: 116511117
- International Standard Name Identifier: 0000 0000 6676 8961
- Library of Congress Control Number: nr97008003
- Nationale Bibliotheek van Tsjechië: jo20201090423
- Nationale Bibliotheek van Polen: a0000003222025
- Nederlandse Thesaurus van Auteursnamen: 176738312
- RKD-Nederlands Instituut voor Kunstgeschiedenis: 373909
- Union List of Artist Names: 500070175
- Virtual International Authority File: 42590858
- WorldCat: E39PBJm4ThddYgwtdhkvJCxdQq